# كاترين برادي
كاترين برادي (بالإنجليزية: Catherine Brady)‏ هي كاتبة قصص قصيرة وكاتِبة وبروفيسورة أمريكية، ولدت في القرن العشرين.